# Lobocleta flexicosta
Lobocleta flexicosta là một loài bướm đêm trong họ Geometridae.